# David Becher

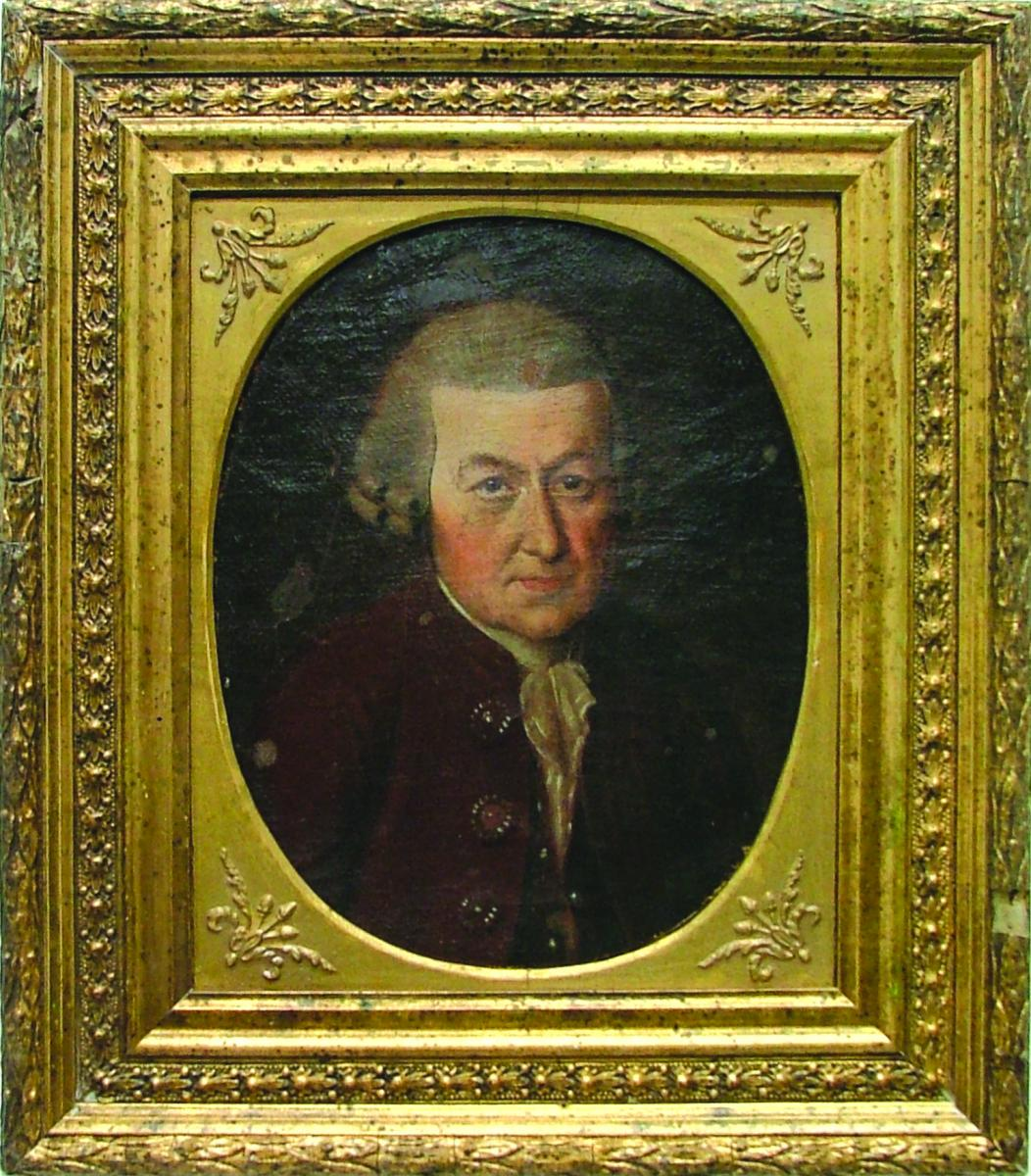
Portrét Davida Bechera, Josef Kramolín, kolem 1785

David Becher (19. února 1725 Karlovy Vary – 5. února 1792 tamtéž), tzv. Hippokratés Karlových Varů, byl lékař a balneolog, průkopník moderních balneologických metod.

## Rod Becherů
Rozvětvenou dynastii Becherů v Karlových Varech tvoří desítky jmen. Rod Becherů se v Karlových Varech připomíná od roku 1570, kdy se do města přistěhoval z Jindřichovic Georg Becher. Jeho syn Michael Becher měl řadu potomků, kteří se později rozdělili do tří rodových větví.

### První větev
O potomcích první větve se ví, že se v roce 1620 odstěhovali na Andělskou Horu a začátkem 18. století se vrátili do Karlových Varů. Po jedenáct generací se živili krejčovstvím.

### Druhá větev
Druhá větev počíná Georgem Becherem narozeným v roce 1600. Potomci druhé větve byli převážně lékárníci, kteří si po celých 260 let předávali lékárnu z otce na syna. Ve společnosti zastávali vysoká společenská postavení. Georg Becher, který se v roce 1642 stal purkmistrem města, spravoval lékárnu po 42 let. Dalšími významnějšími potomky druhé větve, kteří se stali karlovarskými purkmistry, byli Johann Becher (purkmistrem 1788–1800) a Josef Becher (purkmistrem 1820–1826).

### Třetí větev
Ze třetí větve pocházel slavný karlovarský lékař Med. Dr. David Becher, rozhodně nejznámější z dynastie karlovarských Becherů. Ke třetí větvi patřili rovněž Becherové, vlastnící továrny na výrobu bylinného likéru Becherovka. Zakladatel továrny, Josef Vitus Becher (1769–1840), byl synovcem Davida Bechera, který se ho jako bezdětný duchovně ujal. Firmu na výrobu Becherovky postupně převzal jeho syn Johann (česky Jan).

## Život
David Becher se narodil 19. února 1725 v domě U dvou řetězů poblíž Vřídla jako druhý syn Leopolda Bechera. Základní školu navštěvoval v Karlových Varech a po jejím dokončení odešel studovat šestitřídní latinské gymnázium piaristů v Ostrově. Některé prameny uvádějí, že vychodil klášterní latinskou školu křižovníků s červenou hvězdou v Horním Slavkově.
Rodiče Davida prý chtěli, aby jejich syn byl řádovým duchovním, například křížovníkem s červenou hvězdou. David odešel do Prahy studovat na filozofickou fakultu Karlovy univerzity, jméno David Becher je v roce 1744 zapsáno v matrice filozofické fakulty. Tříleté studium na filozofické fakultě bylo předpokladem pro vyšší studium. Během studia se jeho rozhodnutí změnilo. Jeho touha poznávat přírodní vědy a lidské zdraví nakonec zvítězila a přešel studovat na lékařskou fakultu. Na lékařské fakultě byl imatrikulován 14. února 1747. Mezi jeho záliby patřila především chemie. Po obhajobě disertační práce byl 7. září 1751 promován na doktora medicíny a bylo mu nabídnuto místo na katedře chemie. Novopečený lékař měl jiné plány a vydal se nejprve do Itálie, aby poznal tamní lázeňské dění, a pak do Vídně, kde prošel několika špitály a klinikami, aby získal co nejvíce praktických zkušeností. Podle jiných zdrojů působil několik let v Praze. Zápisy z pražské univerzity dokládají, že v letech 1757–1758 byl David Becher děkanem lékařské fakulty. Pravděpodobně dočasně nahradil tehdejšího děkana J. K. Boháče, který v té době podnikal studijní cesty. Roku 1758 se David Becher vrátil do Karlových Varů.
Krátce po návratu do rodného města se dne 15. října 1758 oženil s Annou Sabinou, vdovou po karlovarském chirurgovi Leopoldu Franci Dupontovi. Rok po svatbě se manželům Becherovým narodila 24. října 1759 dcera Veronika Marie Magdalena. Již koncem roku onemocněla a 6. ledna 1760 zemřela.
Manželka Anna Sabina zemřela po 22 letech společného života 22. února 1780 ve svých 55 letech. Když David Becher ovdověl, bylo mu rovněž 55 let. Po ročním smutku se rozhodl znovu oženit s Katharinou von Schrott. Druhé manželství zůstalo bezdětné. David Becher zemřel dvanáct let po smrti první manželky 5. února 1792.
Karlovarští lékaři umístili u příležitosti 65. výročí Becherovy smrti pamětní desku na jeho rodném domě a o dva roky později nechali zhotovit u vídeňského sochaře Antona Fernkorna pomník s bronzovou bustou Dr. Bechera s nápisem Davidi Becher Hyppocrati Thermarum Carolinarum. Pomník byl odhalen 15. října 1856 v sousedství Vřídelní kolonády. Roku 1859 byla busta přenesena do haly staré Vřídelní kolonády. Busta vzala za své při bourání kolonády v roce 1939.

## Lékařská praxe
Roku 1758 se stal David Becher lázeňským lékařem. V té době sice už nebyly tou nejdůležitější procedurou dlouhé hodiny koupelí ve vanách a voda se začala také pít. Bylo ovšem ordinováno až 12 litrů denně. Voda se nosila pacientům do pokojů a lékaři sledovali hlavně její projímavý účinek. Doporučovalo se ležení v postelích. Zásadně to změnil David Becher, který začal propagovat pití vody v rozumném množství přímo u pramenů, kde je působení oxidu uhličitého nejintenzivnější. Pitné kúry začaly tvořit základ léčby a z pití vody u pramenů se stala společenská záležitost. Becher začal prameny chemicky zkoumat a analyzovat a objevil ve vodě oxid uhličitý, který nazýval jako „fixe luft“. Podle něj právě oxid uhličitý činil zázraky. Pozoroval a zaznamenával, jak na pacienta působí minerální voda a jaké jsou jeho reakce při jejím pití. Rovněž sledoval, v jakém zdravotním stavu pacient přijel a v jakém stavu lázně opouštěl. K pití předepisoval nejen Vřídlo, ale i pramen Mlýnský, Nový (Rusalka), Bernardův (Kníže Václav) a Zámecký. Pitnou kúru posílilo ještě dietní stravování, pobyt na čerstvém vzduchu a procházky v lázeňských lesích. David Becher léčil stovky pacientů, mezi něž patřili např. Friedrich Schiller, hrabě Rudolf Chotek nebo Marie Terezie. Léčba byla rozšířena o bohatý kulturní a společenský život. Lázeňský léčebný pobyt tak byl zpestřen a stal se mnohem lákavějším. Svá pozorování vydal roku 1766 knižně pod názvem Neue Abhandlungen über das Karlsbad (Nové pojednání o Karlových Varech). Pomocí svých analýz a pozorování poukazoval na příklady celkového zlepšení organismu po lázeňské léčbě. Doporučoval ostatním karlovarským lékařům, aby měli své ordinace přímo na kolonádě a jeho doporučení vydrželo sto let. Zásluhou Davida Bechera se zvýšil příliv pacientů do Karlových Varů. David Becher je spojován s výrobou karlovarské soli. Karlovarští lékárníci vyráběli a ve svých lékárnách prodávali již dříve karlovarskou vřídelní sůl. David Becher však výrobu zdokonalil a jako první lékař se zasadil o export soli. Proti vývozu karlovarské soli se však zvedly protesty karlovarských měšťanů a lékárníků. Obávali se poklesu lázeňských hostů a v důsledku toho i snížení svých příjmů. Od roku 1844 se karlovarská voda vyvážela do celého světa a obavy z poklesu návštěvníků lázní se nakonec nenaplnily. Z výnosu exportu karlovarské soli nechal David Becher postavit v letech 1787–1788 kamenné karlovarské divadlo, které nahradilo původní dřevěné.

## Podobizny
- Portrét asi 50letého Bechera, olejomalba na plátně, Muzeum Karlovy Vary
- Portrét asi 60letého Bechera, autor Josef Kramolín, olejomalba na plátně [16]